# Родди Пайпер
Родерик Джордж Тумбс (англ. Roderick George Toombs; 17 апреля 1954[…], Саскатун, Саскачеван — 31 июля 2015, Голливуд, Калифорния) — канадский рестлер, борец и актёр, известный под сценическим именем «Буян» Родди Пайпер (англ. "Rowdy" Roddy Piper).
В рестлинге Пайпер был наиболее известен международной аудитории благодаря своей работе в World Wrestling Federation (WWF, ныне WWE) и World Championship Wrestling (WCW) в период с 1984 по 2000 год. Хотя он был канадцем, из-за своего шотландского происхождения его называли выходцем из Глазго, и он был известен своим фирменным килтом и волынкой при входе на ринг. Пайпер получил прозвища «Буян» и «Хот-род», демонстрируя свой фирменный «шотландский» нрав, спонтанность и остроумие. Согласно The Daily Telegraph, многие считают его «величайшим хилом в истории рестлинга».
Одна из самых узнаваемых звёзд рестлинга, Пайпер возглавлял множество PPV-шоу, включая главные ежегодные события WWF и WCW, WrestleMania и Starrcade. Он завоевал 34 чемпионских титула и вёл популярный сегмент с интервью «Яма Пайпера», который способствовал многочисленным противостояниям. В 2005 году Пайпер был введён в Зал славы WWE Риком Флэром, который назвал его «самым одарённым развлекательным артистом в истории рестлинга».
За пределами ринга Пайпер сыграл в десятках фильмов и телешоу, включая главную роль Джона Нада в культовой классике «Чужие среди нас» (1988) и роль сумасшедшего рестлера в сериале «В Филадельфии всегда солнечно».

## Ранняя жизнь
Родерик Джордж Тумбс родился в Саскатуне, Саскачеван, 17 апреля 1954 года в семье Эйлин (урожденной Андерсон) и Стэнли Бэрда Тумбса. Он вырос в Виннипеге, Манитоба, и учился в колледже Windsor Park Collegiate. Его отец был офицером железнодорожной полиции Canadian National Railway, пока они жили в городе Па, Манитоба. После исключения из средней школы за ношение ножа и размолвки с отцом Тумбс ушёл из дома и жил в молодёжных хостелах. Он подрабатывал в местных спортзалах, выполняя поручения нескольких рестлеров. В юности он научился играть на волынке, хотя неоднократно заявлял, что не знает, где именно он её взял. Его лучшим другом с детства (и на всю жизнь) был бывший игрок НХЛ Кэм Коннор.

## Карьера в рестлинге

### Тренировки и ранняя карьера (1969—1975)
Пайпер был борцом, прежде чем стать рестлером. Он утверждал, что выиграл чемпионат по боксу «Золотые перчатки», хотя в списках чемпионов его имя не значится. Он получил чёрный пояс по дзюдо от Джина Лебелла. Он начал заниматься рестлингом под руководством промоутера Эла Томко в Канаде, его первый матч с участием рестлеров-карликов прошел перед аудиторией лесорубов в Черчилле, Манитоба. Вскоре он начал зарабатывать деньги рестлингом, продолжая ходить в школу. Его первый матч в известной организации был с Ларри Хеннигом в American Wrestling Association (AWA). Его друзья играли на волынке во время его выхода, пока он раздавал одуванчики; тем временем ринг-анонсер должен был что-то объявить, но он знал только, что рестлера зовут Родди. Впоследствии, увидев оркестр волынщиков, он объявил: «Дамы и господа, а вот и волынщик Родди (англ. Roddy the piper)». Это дало начало имени «Родди Пайпер». С 1973 по 1975 год Пайпер был джоббером в AWA, NWA Central States на территории вокруг Канзас-Сити и Eastern Sports Association. Он также работал в Техасе в промоушене NWA Houston Wrestling Пола Боэша, и в Далласе в Big Time Rasslin Фрица фон Эриха.

### Total Nonstop Action Wrestling (2003—2005)
В 2003 году Пайпер появился в федерации Total Nonstop Action Wrestling (TNA), где стал ведущим сегмента In the Pit with Piper. Он брал интервью у своего давнего врага Джимми Снуки на самом первом pay-per-view шоу компании Victory Road, где он отомстил тому, ударив кокосовым орехом. Он также работал членом чемпионского комитета National Wrestling Alliance и судил матч между Скоттом Холлом и Джеффом Харди на шоу Final Resolution.

### World Wrestling Entertainment (2005—2014)

#### Зал Славы (2005)
21 февраля 2005 года было объявлено, что Пайпер будет введён в Зал Славы WWE. На Рестлмании 21 он провёл Piper’s Pit, где взял интервью у Ледяной Глыбы Стива Остина. Во время интервью в их разговор вмешался Карлито, однако Пайпер и Остин вместе выкинули его с ринга.
В феврале 2005 года на мероприятии WrestleReunion Пайпер в команде с Джимми Вэлиантом и Снука провёл матч против Полковника Дебирса, Ковбоя Боба Ортона и Плэйбоя Бадди Роуза.
Пайпер вернулся в WWE 11 июля 2005 года на шоу Raw, где провёл Piper’s Pit, гостем которого стал Шон Майклз, который в конце интервью провёл суперкик Пайперу. 3 октября он вновь провёл Piper’s Pit, взяв интервью у Мика Фоли. Во время интервью на ринг вышел Боб Ортон, который напал на Фоли и Пайпера.

### Portland Wrestling Uncut (2012—2015)
В 2012 году Пайпер вместе с Доном Коссом основал федерацию рестлинга Portland Wrestling Uncut, которая стала возрождением Portland Wrestling и где стали выступать как старые, так и новые рестлеры. К показу было запланировано 13 выпусков шоу, которые транслировались на канале KPDX Television Channel 49 и в интернете на KPTV FOX 12. 26 января 2013 года было объявлено о продлении шоу ещё на 52 недели.

## Смерть
Умер во сне 31 июля 2015 года в возрасте 61 года в своем доме в Голливуде, Калифорния. Причиной смерти стала остановка сердца на фоне гипертонии и тромбоэмболия лёгочной артерии, как способствующий фактор.
CEO WWE Винс Макмэн сказал: «Родди Пайпер был одним из самых зрелищных, противоречивых и взрывных исполнителей в WWE, любимым миллионами поклонников по всему миру. Я выражаю глубочайшие соболезнования его семье». Режиссёр Джон Карпентер заявил: «Опустошён, узнав о том, как сегодня ушёл мой друг Родди Пайпер, он был великим борцом, мастерским артистом и хорошим другом».
В интервью HBO Real Sports в 2003 году, он предсказал, что он «не доживёт до 65» из-за плохого состояния здоровья, и что он вернулся в 2003 году в WWE, потому что у него нет пенсии, потому что ему нет 65-и лет.
Бойца MMA Ронду Раузи прозвали «Роуди» её друзья, однако первоначально она не хотела использовать его на публике, чувствуя, что это будет неуважением к Пайперу. После того, как она познакомилась с рестлером, Пайпер дал ей согласие на использование прозвища. В день его смерти она посвятила ему свой следующий матч за титул на UFC 190. После быстрого выигрыша она упомянула Пайпера в интервью после боя.

## Титулы и достижения
- Cauliflower Alley Club
  - Reel Member Inductee (2001)
- Mid-Atlantic Championship Wrestling / World Championship Wrestling
  - Средне-атлантический чемпион в тяжёлом весе NWA (3 раза)[13]
  - Средне-атлантический командный чемпион NWA (1 раз) — с Большим Джоном Стаддом[14]
  - Телевизионный чемпион NWA (2 раза)[15]
  - Чемпион Соединённых Штатов в тяжёлом весе NWA/WCW (3 раза)[16]
- NWA All-Star Wrestling
  - Командный чемпион Канады NWA (Ванкуверская версия) (1 раз) — с Риком Мартелом[17]
- NWA Hollywood Wrestling
  - Американский чемпион в тяжёлом весе NWA (5 раз)[18]
  - Американский командный чемпион NWA (7 раз) — с Крашером Верду (2), Адрианом Адонисом (1), Чаво Герреро-старшим (1), Кенго Кимура (1), Роном Бассом (1) и Нэнгменом (1)[19]
  - Чемпион мира NWA в полутяжёлом весе (1 раз)[20]
- NWA San Francisco
  - Чемпион Соединённых Штатов NWA в тяжёлом весе (версия Сан-Франциско) (1 раз)[21]
  - Командный чемпион мира NWA (версия Сан-Франциско) (1 раз) — с Эдом Вискоски[22]
- Pacific Northwest Wrestling
  - NWA Pacific Northwest Heavyweight Championship (2 раза)[23]
  - NWA Pacific Northwest Tag Team Championship (5 раз) — с Киллером Тимом Бруксом (1), Риком Мартелом (3) и Майком Поповичем (1)[24]
- Pro Wrestling Illustrated
  - Самый вдохновляющий рестлер года PWI (1982)[25]
  - Самый ненавистный рестлер года (1984, 1985)
  - Матч года PWI (1985) с Полом Ондорфом против Халка Хогана и Мистера Ти на Рестлмания
  - Самый популярный рестлер года (1986)
  - PWI ставит его под № 17 среди 500 лучших рестлеров 2003 года
- Зал славы и музей рестлинга
  - Введён в 2007 году[26]
- World Class Championship Wrestling
  - NWA American Tag Team Championship (1 раз) — с Бульдогом Броуера[27]
- World Wrestling Federation/World Wrestling Entertainment
  - Интерконтинентальный чемпион WWF (1 раз)[28]
  - Командный чемпион мира (1 раз) — с Риком Флэром[29]
  - Зал славы WWE (2005)[30]
  - Награда Слэмми за лучшего персонажа в Land of a Thousand Dances (1986)
- Wrestling Observer Newsletter
  - Лучшее интервью (1981) поделил с Лу Албано
  - Лучшее интервью (1982, 1983)
  - Лучший хил (1984, 1985)
  - Зал славы Wrestling Observer Newsletter (1996)
  - Худший матч года (1986) против Мистера Ти в боксёрском поединке на Рестлмании 2
  - Худший матч года (1997) против Халка Хогана на SuperBrawl

1The NWA World Light Heavyweight Championship is no longer recognized or sanctioned by the National Wrestling Alliance.

### Lucha de Apuesta
| Ставка | Победитель   | Проигравший   | Место проведения  | Дата          | Примечания                          |
| ------ | ------------ | ------------- | ----------------- | ------------- | ----------------------------------- |
| Волосы | Родди Пайпер | Адриан Адонис | Понтиак (Мичиган) | 29 марта 1987 |                                     |
| $5000  | Родди Пайпер | Миз           | Лонг-Айленд       | 13 июня 2011  | Со специальным рефери Алексом Райли |

## Актёрские работы в кино и на телевидении
Родди Пайпер сыграл главные роли в фильмах «Чужие среди нас» (режиссёр Джон Карпентер, 1988 год), «Бой для бессмертных» (1994 год) и «Каменные джунгли» (1995 год). В паре с Билли Блэнксом исполнил одну из главных ролей в фильме «Крутой и смертоносный» (Tough and Deadly, 1995 год). Играл эпизодические роли в телесериалах «Лодка любви», «Робокоп» (роль коммандера Кэша), «Зорро», «Горец», «Детектив Раш», в фильме «Тюремная биржа», «В Филадельфии всегда солнечно» (5 сезон 7 серия) и других, где появлялся в качестве «приглашённой звезды».

## Фильмография

### Кино
| Год  | Фильм                                   | Роль                     | Ссылка        |
| ---- | --------------------------------------- | ------------------------ | ------------- |
| 1978 | The One and Only                        | Leatherneck Joe Grady    |               |
| 1986 | Body Slam                               | Quick Rick Roberts       | [ 31 ]        |
| 1988 | Переполох в городе жаб                  | Сэм Хелл                 | [ 31 ]        |
| 1988 | Чужие среди нас                         | Джон Нада                | [ 31 ]        |
| 1989 | Тюремная биржа                          | ковбой                   |               |
| 1991 | Tagteam                                 | Rick McDonald            |               |
| 1992 | Бой для бессмертных                     | Джони Келлер             |               |
| 1993 | Back In Action                          | Frank Rossi              |               |
| 1994 | No Contest                              | Ice                      | [ 31 ]        |
| 1994 | Tough & Deadly                          | Elmo Freech              |               |
| 1995 | Jungleground                            | Lt. Jacob 'Jake' Cornell | [ 31 ]        |
| 1996 | Terminal Rush                           | Bartel                   | [ 31 ]        |
| 1996 | Marked Man                              | Frank Gibson             |               |
| 1996 | Небесные воины                          | детектив Кэмерон Грейсон | [ 31 ]        |
| 1997 | First Encounter                         | Lt. Ed Ganz              |               |
| 1997 | Dead Tides                              | Mick Leddy               | [ 31 ]        |
| 1997 | Отряд возмездия                         | Dash Simms               |               |
| 1998 | Hard Time                               | Randy                    |               |
| 1998 | Last To Surrender                       | Nick Ford                |               |
| 1999 | Legless Larry & the Lipstick Lady       | Legless Larry            |               |
| 1999 | The Shepherd                            | Miles                    |               |
| 2000 | Jack of Hearts                          | Detective Deeks          |               |
| 2005 | Three Wise Guys                         | Pastor Roberts           |               |
| 2005 | Honor                                   | LT Tyrell                | [ 31 ]        |
| 2006 | Domestic Import                         | Bronco Bill              | [ 31 ]        |
| 2006 | Costa Chica: Confession of an Exorcist  | Lucas McMurter           | [ 31 ]        |
| 2006 | Shut Up and Shoot!                      | Yokum The Bartender      |               |
| 2006 | Night Traveler                          | The Pyro Messiah (voice) |               |
| 2006 | Blind Eye                               | Fred Mears               | [ 31 ]        |
| 2007 | Мёртвый отель                           | Джексон Смит             | [ 31 ]        |
| 2007 | Super Sweet 16: The Movie               | Mitch                    |               |
| 2008 | Legion: The Final Exorcism              | Unknown                  | [ 31 ]        |
| 2009 | The Mystical Adventures of Billy Owens  | William Thurgood         | [ 31 ]        |
| 2009 | A Gothic Tale                           | Narrator                 |               |
| 2010 | The Portal                              | Homeless George          |               |
| 2010 | Lights Out                              | Detective Callahan       |               |
| 2010 | Billy Owens and the Secret of the Runes | William Thurgood         | [ 31 ]        |
| 2010 | Alien Opponent                          | Father Melluzzo          |               |
| 2011 | Clear Lake                              | Wayne                    |               |
| 2011 | Pizza Man                               | Roderick                 |               |
| 2011 | Fancypants                              | Smiley                   |               |
| 2011 | Зелёный Фонарь: Изумрудные рыцари       | Болпхунга                |               |
| 2013 | Чёрный динамит                          | в роли самого себя       |               |
| 2013 | Pro Wrestlers vs Zombies                | в роли самого себя       | [ 32 ] [ 33 ] |
| 2014 | Don’t Look Back                         | Grandfather              | [ 34 ] [ 35 ] |
| 2015 | Portal to Hell                          | Jack                     | [ 36 ]        |
| 2015 | The Masked Saint                        | Nicky Stone              |               |
| 2016 | The Bet                                 | Mr. Jablonski            |               |
| 2016 | The Chair                               | Murphy                   |               |

### Телевидение
| Год        | Фильм                                | Роль                      | Примечания                              | Ссылки               |
| ---------- | ------------------------------------ | ------------------------- | --------------------------------------- | -------------------- |
| 1987       | The Highwayman                       | Preacher                  | Эпизод: «Pilot»                         | [ 37 ] [ 38 ]        |
| 1989       | Супершоу супербратьев Марио          | в роли самого себя        | Guest Appearance                        | [ 39 ]               |
| 1990       | Лодка любви                          | Морис Штайгер             | TV Reunion Movie                        | [ 40 ]               |
| 1992       | Silk Stalkings                       | Jimmy Snow                | Эпизод: «Wild Card» (S 2:Ep 4)          |                      |
| 1993       | Горец                                | бессмертный Энтони Галлен | Эпизод: «Epitaph for Tommy» (S 2:Ep 10) | [ 41 ]               |
| 1994       | Робокоп                              | фальшивый командир Кэш    | Эпизод: Robocop vs. Commander Cash      |                      |
| 1998       | Крутой Уокер: Правосудие по-техасски | Крестоносец               | Эпизод: Crusader                        |                      |
| 1999       | За гранью возможного                 | Марлон                    | Эпизод: «Small Friends» (S 5:Ep 3)      | [ 42 ]               |
| 1999       | Louis Theroux's Weird Weekends       | в роли самого себя        | Эпизод: «Wrestling» (S 2:Ep 6)          | [ 31 ]               |
| 1999       | Mentors                              | Daniel Boone              | Эпизод: «The Rescue» (S 1:Ep 13)        |                      |
| 2003       | The Man Show                         | в роли самого себя        | Эпизод: Apologizing                     |                      |
| 2006       | Робоцып                              | в роли самого себя        | Эпизод: «Metal Militia» (S 2:Ep 13)     |                      |
| 2009; 2013 | В Филадельфии всегда солнечно        | Da' Maniac                | 2 эпизода                               | [ 43 ] [ 44 ] [ 45 ] |
| 2010       | Детектив Раш                         | «Sweet» Sil Tavern        | Эпизод: «One Fall» (S 7:Ep 16)          | [ 31 ]               |
| 2011       | Fantasy Factory                      | в роли самого себя        | Эпизод: «Kid Lightning» (S 4:Ep 7)      | [ 31 ]               |
| 2012       | Лучшая охрана                        | мистер Уэллер             | Эпизод: «The Contra Club» (S 2:Ep 1)    | [ 46 ]               |
| 2013       | Storage Wars                         | в роли самого себя        | Эпизод: «Barry’s Angels» (S 4:Ep 11)    | [ 31 ]               |
| 2014       | Время приключений                    | Дон Джон (озвучивание)    | Эпизод: «The Red Throne» (S 5:Ep 47)    |                      |
| 2015       | Food Factory USA                     | в роли самого себя        | Эпизод: «No Snout About It» (S 2:Ep 4)  |                      |

### Online streaming
| Year      | Title       | Role               | Notes |
| --------- | ----------- | ------------------ | --- |
| 2014—2015 | Piper's Pit | в роли самого себя | Podcast, with PodcastOne from April 2014 to July 2015, two last episodes on SoundCloud                                 |
| 2015      | Table for 3 | в роли самого себя | - Three WWE personalities share stories over dinner. - Last appearance in WWE. - Aired posthumously on August 6, 2015. |